# 上施特赖特
上施特赖特是德国莱茵兰-普法尔茨州的一个市镇。总面积1.01平方公里，总人口275人，其中男性152人，女性123人（2011年12月31日），人口密度272人/平方公里。